# Andreia Horta
Andreia Horta   (Juiz de Fora, 27 de juliol de 1983) és una actriu i escriptora brasilera.

## Filmografia
Televisió
| Any  | Títol                | Personatge                       |
| ---- | -------------------- | -------------------------------- |
| 2005 | Prova d'Amor         | Lilian                           |
| 2006 | JK                   | Márcia Kubitschek                |
| 2007 | Alta Estação         | Renata Lima                      |
| 2008 | Alice                | Alice Zanetti                    |
| 2008 | Chamas da Vida       | Beatriz Oliveira Santos          |
| 2010 | Alice                | Alice Zanetti                    |
| 2010 | A Cura               | Rosângela Guedes                 |
| 2011 | Conte encantat       | Bartira                          |
| 2012 | Amor Etern Amor      | Valéria                          |
| 2013 | Laberints del cor    | Simone                           |
| 2014 | A Teia               | Celeste                          |
| 2014 | Imperi               | María Clara Albuquerque Medeiros |
| 2016 | Liberdade, Liberdade | Joaquina da Silva Xavier / Rosa  |